# U-19-Fußball-Europameisterschaft 2008
Die 24. U-19-Europameisterschaft fand vom 14. bis 26. Juli 2008 in Tschechien statt. Titelverteidiger war Spanien, welches Griechenland im Finale 2007 mit 1:0 besiegt hatte. Deutschland schaffte im Gegensatz zu Österreich und der Schweiz die Qualifikation für die Endrunde. Es gewann mit einem 3:1 über Italien das Turnier und wurde erstmals seit 1992 wieder Gewinner eines Juniorenturniers. Torschützenkönig des Turniers wurde der Tscheche Tomáš Necid. Die Deutschen Lars Bender und Sven Bender wurden als goldene Spieler des Turniers ausgezeichnet.

## Modus
Außer dem automatisch qualifizierten Gastgeber Tschechien nahmen alle 52 europäischen Verbände an der Qualifikation zur Endrunde teil. Die erste Qualifikationsrunde wurde in 13 Vierergruppen ausgespielt, wobei jeweils ein Verband jeder Gruppe Gastgeber für ein Turnier war, in dem jede Mannschaft einmal gegen jede andere der Gruppe antrat. Die zwei Bestplatzierten jeder Gruppe sowie die beiden besten Gruppendritten qualifizierten sich für die zweite Qualifikationsrunde („Eliterunde“), welche in sieben Vierergruppen nach dem gleichen Modus ausgespielt wurde. Die Gruppensieger erreichten neben Tschechien die Endrunde.
Die Endrunde in Tschechien wurde in zwei Gruppen zu je vier Mannschaften ausgespielt. Die zwei Gruppenersten bestritten das Halbfinale, die Halbfinalsieger erreichten das Endspiel. Zusätzlich zu den Halbfinalteilnehmern qualifizierten sich auch die beiden Gruppendritten für die U-20-Fußball-Weltmeisterschaft 2009 in Ägypten.

## Teilnehmer
Am Turnier nahmen folgende Mannschaften teil:
- Bulgarien: Iwan Karadschow, Zwetomir Panow, Miltscho Makendschiew, Daniel Slatkow, Kristian Usunow, Aleksandar Kirow, Michail Aleksandrow, Stefan Welew, Radoslaw Wasilew, Daniel Dimow, Branimir Kostadinow, Petar Dentschew, Kostadin Gadschalow, Todor Kolew, Iwan Tatschew, Ismail Isa Mustafa, Momtschil Zwetanow, Atanas Sechirow – Betreuer: Michail Madanski.
- Deutschland: Ron-Robert Zieler, Dennis Diekmeier, Stefan Reinartz, Ömer Toprak, Florian Jungwirth, Lars Bender, Sven Bender, Marcel Risse, Danny Latza, Timo Gebhart, Richard Sukuta-Pasu, Savio Nsereko, Tom Mickel, Mario Vrancic, Bastian Oczipka, Rahman Soyudoğru, Björn Kopplin, Deniz Naki – Betreuer: Horst Hrubesch.
- England: David Button, Jason Steele, Jack Cork, Joe Mattock, Dan Gosling, James Tomkins, Krystian Pearce, Scott Sinclair, Kieran Gibbs, Daniel Sturridge, Freddie Sears, Danny Rose, Ryan Bertrand, Victor Moses, Jamie Chandler, Fabian Delph, Benjamin Mee, Tope Obadeyi – Betreuer: Brian Eastick.
- Griechenland: Dean Bouzanis, Nikos Barboudis, Vasilios Lampropoulos, Kyriakos Papadopoulos, Nikos Boutzikos, Savvas Gentsoglou, Sotirios Ninis, Michalis Kyrgias, Eleftherios Matsoukas, Sotiris Stratakis, Michalis Pavlis, Nikos Babaniotis, Leonidas Argyropoulos, Vangelis Galanis, Stergios Psianos, Giannis Papadopoulos, Thodoros Karapetsas, Apostolos Giannou – Betreuer: Alexis Alexiou.
- Italien: Vincenzo Fiorillo, Matteo Darmian, Matteo Bruscagin, Silvano Raggio Garibaldi, Massimiliano Tagliani, Matteo Gentili, Alberto Paloschi, Andrea Mazzarani, Stefano Okaka, Fernando Forestieri, Umberto Eusepi, Carlo Pinsoglio, Giovanni Formiconi, Michelangelo Albertazzi, Andrea Poli, Giacomo Bonaventura, Domenico Marchetti, Fabio Zamblera – Betreuer: Francesco Rocca.
- Spanien (Titelverteidiger): David de Gea, César Azpilicueta, José María Antón, César Ortiz, Mikel San José, Ignacio Camacho Barnola, Daniel Parejo, Aarón Ñíguez, Jordi Alba, Daniel Aquino, Emilio Nsue, Tomás Mejías, Víctor Ruiz Torre, Manuel Castellano, Álvaro Domínguez, Miguel Ángel Luque, Iván Bolado, Fran Mérida – Betreuer: Ginés Meléndez.
- Tschechien (Ausrichter): Tomáš Vaclík, Miroslav Štěpánek, Jan Polák, Martin Zeman, Jan Hable, Roman Brunclík, Jan Vošahlík, Jan Morávek, Tomáš Nuc, Tomáš Necid, Libor Kozák, Petr Reinberk, Jan Lecjaks, Radim Řezník, Jakub Heidenreich, Michal Bárta, Petr Wojnar, Lukáš Mareček – Betreuer: Jakub Dovalil.
- Ungarn: Péter Gulácsi, Attila Busai, Zsolt Korcsmár, Dániel Lengyel, András Debreceni, András Gál, Vladimir Koman, András Simon, Krisztián Németh, Márk Nikházi, László Szabó, Péter Pokorni, Adrián Szekeres, Ádám Présinger, Bence Iszlai, Bálint Bajner, András Gosztonyi, Olivér Nagy – Betreuer: Tibor Sisa.

## Austragungsorte
Die Europameisterschaft wurde in sechs Städten ausgetragen.
| Pilsen |

| Příbram |

| Mladá Boleslav |

| Jablonec nad Nisou |

| Liberec |

| Prag |

| Pilsen |

| Příbram |

| Mladá Boleslav |

| Jablonec nad Nisou |

| Liberec |

| Prag |

## Vorrunde

### Gruppe A
| Pl. | Land        | Sp. | S | U | N | Tore    | Diff. | Punkte |
| --- | ----------- | --- | - | - | - | ------- | ----- | ------ |
| 1.  | Deutschland | 3   | 3 | 0 | 0 | 007:200 | +5    | 09     |
| 2.  | Ungarn      | 3   | 2 | 0 | 1 | 003:200 | +1    | 06     |
| 3.  | Spanien     | 3   | 1 | 0 | 2 | 005:300 | +2    | 03     |
| 4.  | Bulgarien   | 3   | 0 | 0 | 3 | 000:800 | −8    | 0      |

|                                       |   |             |           |
| 14. Juli 2008 um 17:30 Uhr in Prag    |   |             |           |
| Bulgarien                             | – | Ungarn      | 0:1 (0:1) |
| 14. Juli 2008 um 19:30 Uhr in Pilsen  |   |             |           |
| Deutschland                           | – | Spanien     | 2:1 (1:0) |
| 17. Juli 2008 um 18:00 Uhr in Příbram |   |             |           |
| Spanien                               | – | Ungarn      | 0:1 (0:0) |
| 17. Juli 2008 um 20:30 Uhr in Pilsen  |   |             |           |
| Deutschland                           | – | Bulgarien   | 3:0 (2:0) |
| 20. Juli 2008 um 20:00 Uhr in Příbram |   |             |           |
| Ungarn                                | – | Deutschland | 1:2 (0:1) |
| 20. Juli 2008 um 20:00 Uhr in Prag    |   |             |           |
| Spanien                               | – | Bulgarien   | 4:0 (2:0) |

### Gruppe B
| Pl. | Land         | Sp. | S | U | N | Tore    | Diff. | Punkte |
| --- | ------------ | --- | - | - | - | ------- | ----- | ------ |
| 1.  | Italien      | 3   | 1 | 2 | 0 | 005:400 | +1    | 05     |
| 2.  | Tschechien   | 3   | 1 | 1 | 1 | 005:400 | +1    | 04     |
| 3.  | England      | 3   | 1 | 1 | 1 | 003:200 | +1    | 04     |
| 4.  | Griechenland | 3   | 0 | 2 | 1 | 001:400 | −3    | 02     |

|                                              |   |              |           |
| 14. Juli 2008 um 17:30 Uhr in Jablonec       |   |              |           |
| Tschechien                                   | – | England      | 2:0 (0:0) |
| 14. Juli 2008 um 19:30 Uhr in Mladá Boleslav |   |              |           |
| Griechenland                                 | – | Italien      | 1:1 (1:0) |
| 17. Juli 2008 um 18:00 Uhr in Liberec        |   |              |           |
| Tschechien                                   | – | Griechenland | 0:0       |
| 17. Juli 2008 um 20:00 Uhr in Jablonec       |   |              |           |
| England                                      | – | Italien      | 0:0       |
| 20. Juli 2008 um 18:00 Uhr in Mladá Boleslav |   |              |           |
| Italien                                      | – | Tschechien   | 4:3 (1:1) |
| 20. Juli 2008 um 18:00 Uhr in Liberec        |   |              |           |
| England                                      | – | Griechenland | 3:0 (0:0) |

## Finalrunde

### Halbfinale
|                                              |   |            |                      |
| 23. Juli 2008 um 17:30 Uhr in Pilsen         |   |            |                      |
| Italien                                      | – | Ungarn     | 1:0 (0:0)            |
| 23. Juli 2008 um 20:15 Uhr in Mladá Boleslav |   |            |                      |
| Deutschland                                  | – | Tschechien | 2:1 n. V. (1:1, 1:1) |

### Finale
| Deutschland                                                         | Deutschland | Italien | Italien |
| ------------------------------------------------------------------- | --- | --- | ------- |
| Deutschland                                                         | \| Finale \| \| 6. Juli 2008 um 19:00 Uhr in Jablonec nad Nisou (Stadion Střelnice) \| \| Ergebnis: 3:1 (1:0) \| \| Zuschauer: 4.100 \| \| Schiedsrichter: William Collum ( Schottland) \|                                                                               | \| Finale \| \| 6. Juli 2008 um 19:00 Uhr in Jablonec nad Nisou (Stadion Střelnice) \| \| Ergebnis: 3:1 (1:0) \| \| Zuschauer: 4.100 \| \| Schiedsrichter: William Collum ( Schottland) \| | Italien |
| Deutschland                                                         | Ron-Robert Zieler – Björn Kopplin, Stefan Reinartz, Florian Jungwirth, Dennis Diekmeier – Lars Bender (66. Ömer Toprak), Sven Bender – Marcel Risse (39. Danny Latza), Deniz Naki (89. Bastian Oczipka) – Timo Gebhart – Richard Sukuta-Pasu Cheftrainer: Horst Hrubesch | Vincenzo Fiorillo – Matteo Darmian, Matteo Gentili, Massimiliano Tagliani, Matteo Bruscagin – Andrea Mazzarani, Silvano Garibaldi – Andrea Poli (46. Giacomo Bonaventura), Fernando Forestieri (78. Umberto Eusepi) – Alberto Paloschi (59. Fabio Zamblera) – Stefano Okaka Cheftrainer: Francesco Rocca | Italien |
| Deutschland                                                         | 1:0 Lars Bender (24.) 2:0 Sukuta-Pasu (61.) 3:1 Gebhart (79.) | 2:1 Garibaldi (78.) | Italien |
| Deutschland                                                         | Jungwirth (34.), Gebhart (80.), Kopplin (90.+1') | Gentili (11.), Bonaventura (47.), Fiorillo (80.), Tagliani (82.) | Italien |
| Deutschland                                                         | Jungwirth (36.) | Gentili (69.) | Italien |
| Finale                                                              | | |         |
| 6. Juli 2008 um 19:00 Uhr in Jablonec nad Nisou (Stadion Střelnice) | | |         |
| Ergebnis: 3:1 (1:0)                                                 | | |         |
| Zuschauer: 4.100                                                    | | |         |
| Schiedsrichter: William Collum ( Schottland)                        | | |         |

## Schiedsrichter
- Olivier Thual
- Albert Toussaint
- Aleksandar Stavrev
- Svein Oddvar Moen
- William Collum
- Dejan Filipović